# Цебоев, Владислав Владимирович
Владисла́в Влади́мирович Цебо́ев (осет. Цъебойты Владимиры фырт Владислав; род. 21 мая 1965 Северная Осетия) — заслуженный тренер России по вольной борьбе. Тренер сборной команды России по вольной борьбе.

## Биография
Родился 21 мая 1965 года в Северной Осетии. Среди его воспитанников Олимпийский чемпион, пятикратный чемпион мира, трёхкратный чемпион Европы и семикратный чемпион России — Хаджимурат Гацалов.
На данный момент работает тренером сборной команды России по вольной борьбе.